# هجمات ميدي بيرينيه 2012
عملية إطلاق النار في ميدي بيرينيه 2012 ، هي سلسلة عمليات حدثت في مدن مونتوبان وتولوز الفرنسية. منفذ العملية هو الفرنسي من أصل جزائري محمد مراح. استهدفت 3 جنود فرنسيين ومدنيين يهود.
تم التعرف على مرتكب الجريمة محمد مراح، 23 عاما، فرنسي جزائري مسلم إرهابي الذي كان مجرم سابق. هاجم أفراد الجيش الفرنسي يقال بسبب تورطها في الحرب في أفغانستان. واعترف بدوافع معادية للسامية، وقال إنه هاجم مدرسة يهودية انتقاما لأطفال فلسطين، مشيرا إلى «إن اليهود يقتلون إخواننا وأخواتنا في فلسطين».